# Swingle Singers

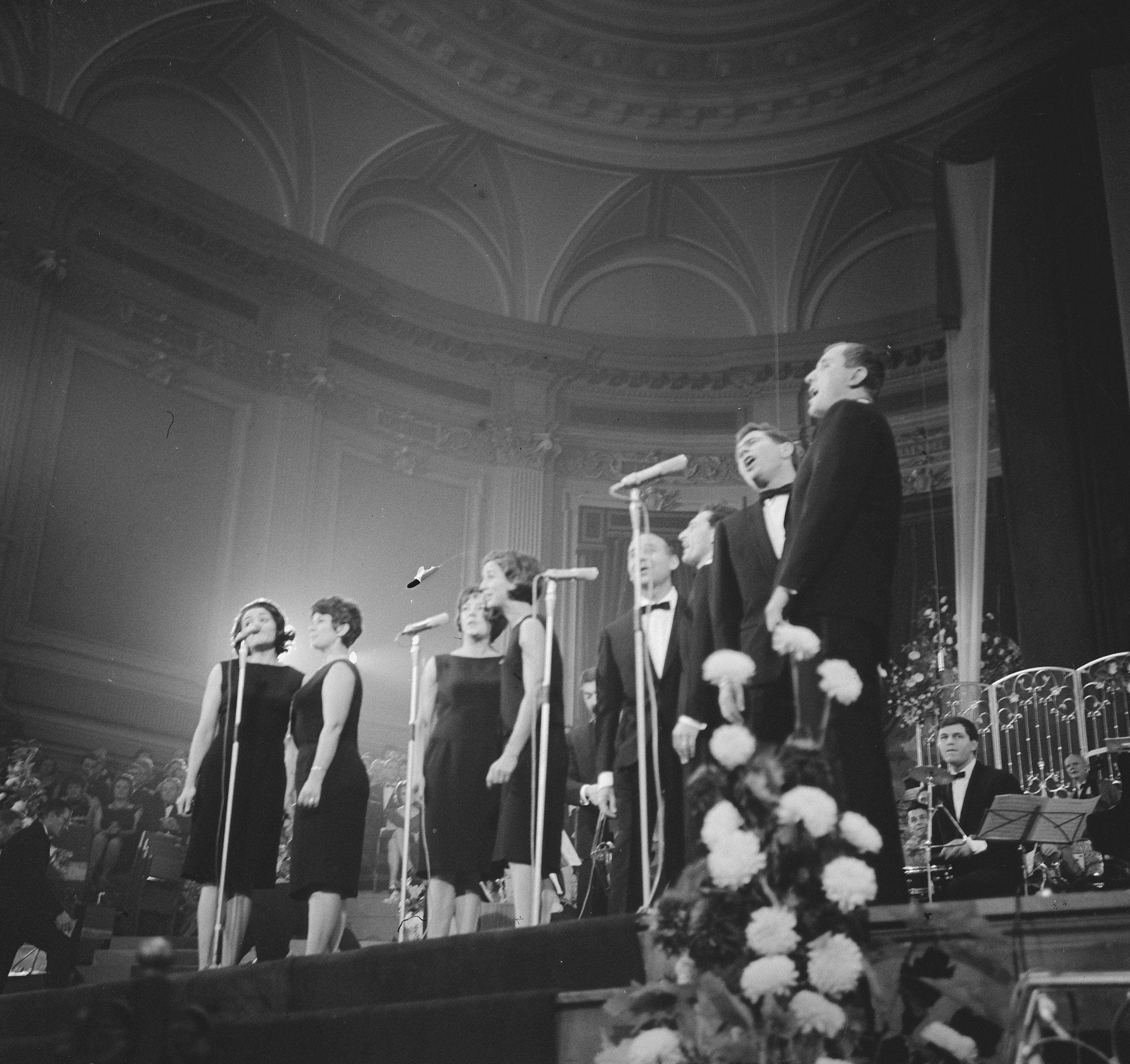
Swingle Singers (1964)

Die Swingle Singers (seit 2014 und schon in den 1970er Jahren auch kurz The Swingles) sind ein A-cappella-Oktett, das der US-Amerikaner Ward Swingle 1962 in Paris gründete. Ward Swingle lebte von 1951 bis 1973 in Frankreich und studierte dort drei Jahre bei dem Pianisten Walter Gieseking.

## Die Gruppe
Das Ensemble gliedert sich in vier Frauen- und vier Männerstimmen, die mit leicht variierender Besetzung meist zwei Oberstimmen und eine Unterstimme bei den Frauen (Sopran I, Sopran II, und Alt) singen, und das analoge bei den Männerstimmen (Tenor I, Tenor II, und Bass). In den 1960er Jahren waren dies Jeanette Baucomont, Sopran, Preisträgerin für Klavierspiel und Gesang, Opernsängerin und Mitglied der "Societe de Musique Ancienne" (Gesellschaft für alte Musik); Christiane Legrand, Sopran, sie entstammt einer Musikerfamilie, ebenfalls ausgebildet in Klavier und Gesang; Anne Germain und Alice Herald, beide Alt, studierten ebenfalls Klavier und Gesang, letztere auch Harmonielehre bei ihrem Vater, einem Professor des Pariser Konservatoriums; Claude Germain, Tenor, Gatte Anne Germains, Preisträger für Klavierspiel von der Musikschule von Paris, auch als Dirigent tätig, Claudes Bruder José Germain, Bass, spielt Klavier, Violine, Klarinette und Saxophon und ist mit seinem Swing- und Rhythmusgefühl eine Hauptstütze des Ensembles und schließlich Jean Cussac, Bass, er ist Preisträger der Gesangsklasse des Pariser Konservatoriums und als Bachsänger aktiv.
Die Swingle Singers singen praktisch immer mit Verstärkungstechnik, um die leise intonierten und schnellen Stimmen für das Publikum hörbar zu machen.
Die Swingle Singers zeichnen sich aus durch eine leichte, flexible und schnelle Intonation und Stimmführung. Sie wurden bekannt, als sie sich mit klassischer Musik befassten und Stücke von Komponisten wie Wolfgang Amadeus Mozart und Johann Sebastian Bach, unterlegt mit Silben des Scat-Gesanges, ohne begleitende Instrumente darboten. Die Gruppe veröffentlichte über 40 Tonträger.

## Geschichte

### Die Anfänge
Vorläufer der Gruppe waren auch die französischen Vokalensembles Blue Stars unter der Leitung von Blossom Dearie und Les Double Six unter Leitung von Mimi Perrin, die auch mit Quincy Jones zusammengearbeitet hatten. In beiden Gruppen waren spätere Mitglieder der Swingle Singers wie die Sopranistin Christiane Legrand tätig. Die Swingle Singers selbst begannen 1962 in Paris gemeinsam zu singen. Sie bestanden aus Studiomusikern und waren als Backgroundsänger für Édith Piaf, Charles Aznavour und Michel Legrand tätig. Gelangweilt vom Einerlei des Backgroundgesanges hatte Ward Swingle die Idee, Instrumentalstücke a cappella darzubieten und mit Silben des Scat-Gesanges zu unterlegen.
Die erste Platte der Gruppe, Bach’s Greatest Hits (1963), war in Frankreich kein großer Erfolg, wurde aber in den USA zu einem Verkaufsschlager. Neben einiger Zeit in den Top Ten hielt sich die LP über eineinhalb Jahre in den Top Hundert. Außerdem erhielt sie einen Grammy als „Best New Artist“ und wie die beiden folgenden Platten als „Best Performance by a Chorus“. Nach den ersten Plattenaufnahmen begannen die Swingle Singers auch live aufzutreten. Die nächsten Jahre tourte das Ensemble durch die ganze Welt, nahm über ein Dutzend Schallplatten, u. a. im September 1966 mit dem Modern Jazz Quartet in Paris, auf und war Teil der Uraufführung von Sinfonia, einem Stück für acht Stimmen und Orchester von Luciano Berio (1969). Die ganze Zeit blieben sie ihrem Stil mit Kompositionen von Johann Sebastian Bach, Georg Friedrich Händel, Georg Philipp Telemann, Wolfgang Amadeus Mozart, Ludwig van Beethoven, Frédéric Chopin und einigen spanischen Komponisten des frühen 20. Jahrhunderts treu. 1973 trennten sich die Sänger und die Gruppe löste sich auf. Innerhalb der zehn Jahre des Bestehens gab es nur wenige Wechsel in der Besetzung, vier Mitglieder waren von Beginn an dabei.

### Die mittleren Jahre
1973 übersiedelte Ward Swingle nach England und gründete dort die Gruppe neu. Sie trat zuerst unter den Namen Swingle II, The Swingles, The New Swingle Singers und schlussendlich mit dem Einverständnis der ehemaligen französischen Mitglieder wieder unter dem Namen Swingle Singers auf. Ziel von Ward Swingle war es, das Repertoire zu erweitern: So sang die Gruppe Madrigale, Hits der 1960er und 1970er Jahre, Weihnachtslieder, Stücke im Bigband-Sound und Werke von Luciano Berio, u. a. Cries of London. Bis zu diesem Zeitpunkt traten die Swingle Singers immer in Begleitung einer Rhythmusgruppe bestehend aus Klavier bzw. Keyboard, Kontrabass und Schlagzeug auf. Im Laufe der Zeit ergänzten immer mehr reine A-cappella-Stücke das Repertoire und die Gruppe begann Konzerte ohne Instrumentalbegleitung zu singen. 1984 schied Ward Swingle aus der Gruppe aus, holte Jonathon Rathbone als zweiten Tenor in das Ensemble und übergab die Leitung an Olive Simpson (erster Sopran) und Simon Grant (erster Bass).

### Bis heute
In den folgenden Jahren begannen die Swingle Singers, den asiatischen Raum zu bedienen und setzten die Zusammenarbeit mit zeitgenössischen Komponisten fort. Die Mitglieder wechselten im Laufe der Zeit, sodass heute ein junges Ensemble die Bühnen der Welt bereist. Im Jahr 2000, in dem sich der Todestag von Johann Sebastian Bach zum 250. Mal jährte, beauftragte die Gruppe sechs Komponisten, von Bach inspirierte Stücke zu schreiben; der bekannteste von ihnen war Michael Nyman. Die Zusammenarbeit mit der MOMIX dance company und einer Reihe von Komponisten ergänzt die Darbietung des typischen Swingle-Singers-Repertoires.

## Diskografie
Amerikanische Titel in Klammern

### LPs
Französische Gruppe (1963–1973)
- Jazz Sebastien Bach (Bach’s Greatest Hits)
- Les Swingle Singers: Ein Porträt - Übernahme Eterna (DDR) 8 20 596 von Philips, 1966
- Going Baroque
- Swinging Mozart (Anyone for Mozart?)
- Swinging Telemann (Rococo a Gogo)
- Place Vendome	(Encounter)
- Les Romantiques (Getting Romantic)
- Sounds of Spain (Spanish Masters)
- Noels sans Passport (Christmastime)
- Jazz Sebastien Bach II (Back to Bach)
- Les Quatre Saisons (The Joy of Singing)
- Sinfonia (von Luciano Berio)
- American Look
- Bitter Ending
- Soundtrack zu Operazione San Pietro

Englische Gruppe (seit 1973)
- Madrigals
- Words and Music
- Rags & All That Jazz
- Baroque
- French & English Part Songs
- Lovin’ You
- Swingle Bells
- No Time to Talk
- Skyliner
- Folio
- Sonnets of Desolation (by Ben Johnston)
- Sinfonia (von Luciano Berio, Dir. Pierre Boulez)

### CDs
Französische Gruppe (1963–1973)
- Jazz Sebastian Bach (beinhaltet LPs Jazz Sebastian Bach und Jazz Sebastian Bach II)
- Anyone for Mozart, Bach, Handel, Vivaldi? (beinhaltet LPs Going Baroque und Swinging Mozart)
- Compact Jazz (beinhaltet LPs Place Vendome, Les Romantiques und Sounds of Spain)

Englische Gruppe (seit 1973)
- A-Ronne / Cries of London
- Mazapegul (von Azio Corghi)
- Nothing but Blue Skies (zum 100. Geburtstag von Irving Berlin)
- Best of the Swingle Singers
- Folk Songs
- A Cappella Amadeus
- Compilation Album (Reflections & Live at Ronnie Scotts)
- The Christmas Album
- 1812
- The Bach Album
- If It’s Music …
- Notability
- Story of Christmas
- Pretty Ringtime
- New World
- Live
- Screen Tested
- Best of the Swingle Singers
- Ticket to Ride
- Keyboard Classics
- Live in Japan
- Mood Swings
- Retrospective
- … Unwrapped!
- Dido’s Lament
- Live in New York ’82
- Beauty and the Beatbox
- Ferris Wheels